# 金绍山
金绍山（1915年—1957年），中国人民解放军将领、中国人民解放军开国少将。
曾任中国人民解放军西藏军区后方部队司令员。1955年，授予中国人民解放军少将。